# Eriocnemis
Eriocnemis (pluimbroekjes) is een geslacht van vogels uit de familie kolibries (Trochilidae) en de geslachtengroep  Heliantheini (briljantkolibries). Samen met de soorten uit het geslacht Haplophaedia worden deze vogels pluimbroekjes genoemd. De naam pluimbroekje is ontleend aan de met witte donsveren bedekte poten. De vogels komen voor in vochtige montane bossen in de Andes in Argentinië, Bolivia, Peru, Ecuador, Colombia en Venezuela op hoogten tussen de 1000 en 4800 m boven de zeespiegel.
Vijf van de 11 soorten zijn ernstig bedreigde diersoorten omdat hun leefgebied, het ongerepte nevelwoud wordt omgezet in agrarisch gebied. Daarnaast zij twee soorten daarom gevoelig voor uitsterven terwijl vier soorten niet bedreigd zijn omdat ze in meer open berglandschappen voorkomen.

## Soorten
Het geslacht kent de volgende soorten:
- Eriocnemis aline  – Smaragdbuikpluimbroekje
- Eriocnemis cupreoventris  – Koperbuikpluimbroekje
- Eriocnemis derbyi  – Zwartflankpluimbroekje
- Eriocnemis glaucopoides  – Blauwkruinpluimbroekje
- Eriocnemis godini  – Turkoois pluimbroekje
- Eriocnemis isabellae  – Isabellapluimbroekje
- Eriocnemis luciani  – Saffierpluimbroekje
- Eriocnemis mirabilis  – Witoorpluimbroekje
- Eriocnemis mosquera  – Goudbuikpluimbroekje
- Eriocnemis nigrivestis  – Zwartborstpluimbroekje
- Eriocnemis vestita  – Groen pluimbroekje